# トラックト・ホバークラフト

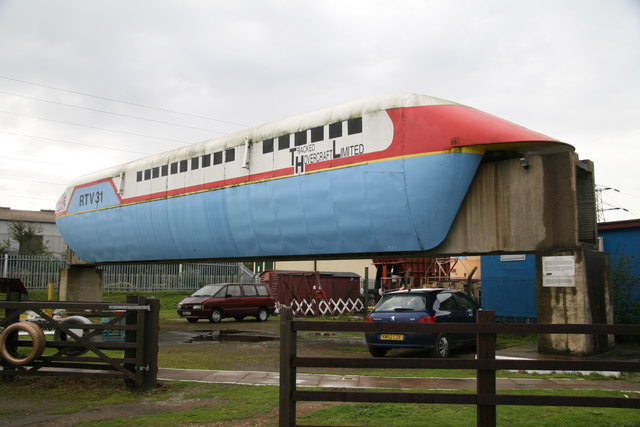
博物館で展示されるRTV 31実験車

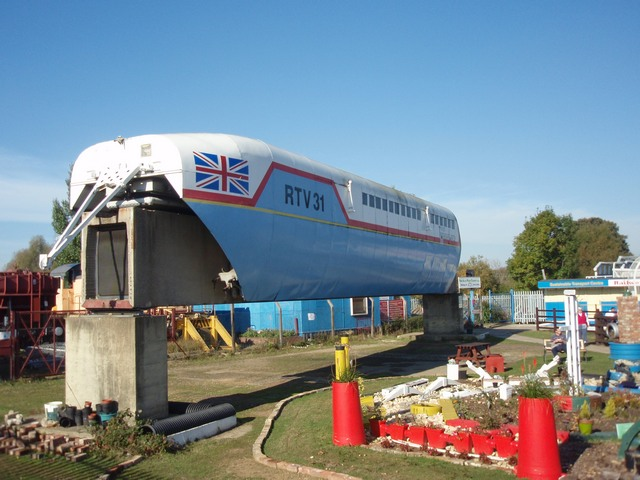
後部から見たRTV 31実験車

トラックト・ホバークラフト（英: Tracked Hovercraft）とは、かつてイギリスで開発が進められていたリニア誘導モーター推進の空気浮上式鉄道である。ホバートレインとも呼ばれる。

## 概要
1960年代から1970年代にかけて従来の鉄軌道と鉄輪の組み合わせでは高速走行時の蛇行動により高速化は限界に達すると考えられていた。そのため、フランスやアメリカ等、各国で空気浮上式鉄道の開発が進められた。同時期、世界的な潮流に乗り遅れまいとイギリスでも空気浮上式鉄道の研究が進められた。フランスのアエロトランがガスタービンエンジンでプロペラ（ダクテッドファン）を回転させて推進したのに対して、トラックト・ホバークラフトはリニア誘導モーターで推進した。ホバークラフトを開発したグループは、リニア誘導モーターが知られるようになった1961年頃以降にリニア誘導モーターの概念を取り入れた。1963年から実物大の開発の基にするためにリニア誘導モーターの概念を使用した試験機が走行を始めた。小型の試験機は凸型のモノレールの軌道上を走行する狭胴型の旅客機のような形状の車両だった。水平面は走行路面で、垂直の部分は案内と軌道を保持する強度を維持する構造だった。
開発チームは縮小された模型の製造のために追加予算を確保した。Hytheに大きな円形の試験軌道を地上から約3フィートの高架上に建設した。ここでは基本的な配置が変更され、軌道の断面形状が凸から凹に変更された。これにより車両の床が平坦になり、幅が広がった。この形式は1965年に走行し、次年度に開催されたホバーショー '66で公開された。後に軌道の側面の上部に設置されたリニア誘導モーターで動くようになった。
この時点で計画は資金不足により中断された。同時期、英国鉄道は従来の列車の高速走行の障害となる蛇行の問題に関する広範な研究プロジェクトに取り組んでおり、適切な支持装置を開発することによって解決される可能性が示唆された。英国鉄道は空気浮上式鉄道の概念に関する興味を失い、まもなくAPTの開発に注力するようになった。これによりHytheのチームは彼らが提案していた実物大の試験機の予算が得られなくなり、ホバーショーではフランスが空気浮上式鉄道の開発を先導する事に苦情を呈した。
1967年、政府は空気浮上式鉄道の開発を国立物理学研究所に移管した。ほぼ同時期にリニア誘導モーターの開発において功績のあったLaithwaiteは、英国鉄道との関係を断絶した。2チームは共同で実物大のトラックト・ホバークラフトの試験機を作る努力を続けた。Laithwaiteの説得とイギリスがフランスに勝つという要因の組み合わせにより、すぐに政府の資金援助を得られた。
1970年にロンドン北部に試験軌道の建設が始まった。この場所が選ばれた理由は全長20マイルの試験線を敷設するための平坦な土地が得られたからだったが、予算は最初のわずか4マイル分のみだった。建設費のさらなる高騰によりわずか1マイルのみ建設された。試作機のRVT 31は1973年に速度試験を始め、1973年2月7日にケンブリッジシャーの実験線で向かい、風20マイルの中で167km/h（104mph）の速度に達した。
この成功にもかかわらず、政府は2週間後にさらなる予算を中止した。関心が英国鉄道の一部に留まった事と各種高速化の努力の間での内紛の組み合わせがAPTを強く勧める独立審査委員会の形成を促した。
1973年に予算が打ち切られた事により計画は中止され、現在は実験機がレイル・ワールドに保存されている。開発関係の書類はイングランドのハンプシャーにあるホバークラフト・ミュージアムに展示されている。

### 文献
- (Straight), "Straight-Line Electric Motor Promises 200-m.p.h. Train", Popular Science, November 1961, pg 76–78, 200–201
- (BR), "British Rail to Operate SR.N4", Flight International Air-Cushion Vehicles supplement, 30 December 1965, pg. 77 & 88
- (Section), "Track Section Chosen for UK Hovertrain", Flight International Air-Cushion Vehicles supplement, 17 November 1967, pg. 71–72
- (Hythe), "What is Hythe?", Flight International Air-Cushion Vehicles supplement, 23 March 1967, pg. 36–38, 42
- (Go-Ahead), "NRDC Gives Hovertrain Go-Ahead", Flight International Air-Cushion Vehicles supplement, 18 May 1967, pg. 58
- (Enter), "Enter the hovertrain", NewScientist, 9 July 1970
- Timothy Johnson, "Science and the paymasters", New Scientist, 24 June 1971, p. 756
- (Laithwaite), "Obituary for the late Professor Eric Laithwaite", Daily Telegraph, 6 December 1997
- (Railroad), "TRANSPORT: Legendary train on display at Railworld", The Evening Telegraph, 2 October 2003
- Alan Wickens, "APT – With Hindsight"
- David Scott, "MAGLEV: How They're Getting Trains Off the Ground", Popular Science, Volume 203 Number 6 (December 1973), pg. 95–97, 133–134
- Richard Hope, "Dropping the tracked hovercraft", NewScientist, 15 February 1973, pp. 358–360
- (Heir), "Who Should Be Tracked Hovercraft's Heir?", Nature, Volume 243 (25 May 1973), pg. 179
- Robin Roy and David Wield, "Product Design and Technological Innovation, a Reader", Open University Press, 1986

### 資料
- Dennis Bliss, "The Tracked Hovercraft System of High Speed Land Transport", Railway Age, Proceedings [of the] annual meeting, Volume 8, pg. 333–359
- "How tracked hovercraft went off the rails", Industrial Management & Data Systems, Volume 79 Issue 8 (1979), pg. 14–15